# Good Enough
Good Enough is een nummer van de Britpopband Dodgy uit 1996. Het is de tweede single van hun derde studioalbum Free Peace Sweet.
"Good Enough" werd de grootste hit voor Dodgy, met een 4e positie in hun thuisland het Verenigd Koninkrijk. Hoewel het nummer in zowel Nederland als Vlaanderen slechts de 17e positie in de Tipparade, werd het daar wel een grote radiohit. Het was met dit nummer ook de enige keer dat Dodgy in de Nederlandse en Vlaamse hitparades gestaan heeft.